# Franco Dell'Osta
Franco Dell'Osta (Cortina d'Ampezzo, 16 aprile 1965) è un ex hockeista su ghiaccio e allenatore di hockey su ghiaccio italiano, attivo negli anni ottanta e negli anni novanta.
Giocatore nel ruolo di attaccante, ha fatto parte della Sportivi Ghiaccio Cortina.

## Carriera agonistica
Ha iniziato la sua carriera da atleta nel 1985, anno di esordio in prima squadra con la SG Cortina che in quella stagione giocava nel campionato di serie A.
In seguito il Cortina retrocede in serie A2 (dalla stagione 1991-1992), campionato dove Franco militerà fino alla stagione 1995-1996, dopo la quale si ritirerà dall'agonismo.

## Allenatore
Dopo aver lasciato l'agonismo, nel 2007 diventa allenatore del settore giovanile della SG Cortina, incarico che mantiene ancora oggi insieme a Mike Harder e a Marco Scapinello.